# فتح قلعة أوسييك (1526)
فتح قلعة أوسييك (بالمجرية: Eszék ostroma). خلال المسير إلى معركة موهاكس 1526م، حاصر العثمانيون قلعة أوسييك من 5 يوليو 1526م إلى 14 أغسطس 1526م. دافع عن القلعة جنود مجريون وكروات ضد العثمانيين، لكن بمجرد وصول جيش السلطان سليمان القانوني، أخلى المدافعون القلعة.

## التاريخ
في عام 1526م، شنّ السلطان سليمان القانوني حملة عسكرية كبرى ضد مملكة المجر. أهملت القيادة المجرية تنظيم الدفاع طوال الحرب، ولهذا نجح العثمانيون في فتح ناندورفيهيرڤار (فتح بلغراد 1521م) وشاباتس عام 1521م، وكنين وشكاردونا (Szkardona) في عام 1522م، كما أن العديد من القلاع الصغيرة الأخرى استسلمت دون قتال.
كان يدافع عن قلعة أوسييك بضع مئات من الجنود. في حوالي 2 يوليو 1526م، أرسل لازلو سالكاي (Szalkai László) رئيس أساقفة إزترغوم، 200 جندي لتعزيز المعبر أمام القلعة. وسار رئيس دير سيكسارد مع مائة فارس آخرين، بينما أرسل أسقف بيتش 87 فارسًا. وتمركز جيش مجري آخر بقيادة راشكاي غاشبار وبالينت توروك أيضًا أمام القلعة. أما قوات مقاطعة بارانيا فلم تتجه إلى القلعة، بل كانت تستعد للانضمام إلى معسكر الملك.

## المعارك
أقام جيش السلطان سليمان القانوني جسراً عند ناندورفيهيرڤار (بلغراد) بحلول 5 يوليو 1526م، وعبرت عليه قوات الجيش العثماني باتجاه أوسييك ومعبر نهر دراڤا. وفي هذه الأثناء، توجه الجيش العثماني إلى زالانكمين (Szalánkeménig) التي هجرها السكان والجيش منذ عام 1521م. خيَّم الجيش العثماني الرئيسي هنا حتى 9 يوليو ، لكنه لم يشهد أي تحركات عسكرية كبيرة من جانب المجريين، حتى تبيّن للسلطان أن الملك المجري لا يزال متوقفاً في بودا وأن القوات الكرواتية كانت متمركزة بالقرب من زغرب.
وأثناء المناوشات الصغيرة عند أوسييك، بدأ العثمانيون محاصرة قلعة وارادين (بالتركية: Petrovaradin Kalesi). وبعد أسبوع من القتال، فتح العثمانيون قلعة ايلوق أيضًا. وفي الوقت نفسه أيضاً، فتح العثمانيون معاقل أصغر دون قتال مثل:
- ديميتروفكا (حالياً ميتروفيتشا Mitrovica في صربيا)،
- سيروج Cserög (حالياً سيريفيتش Čerević)،
- راكا Racsa (حالياً سريمسكا راتشا Sremska Rača)،
- بيركاش Berkasz (بركا Barka)،
- غورغوريتسا Gurguricsa،
- نوجاي Nogaj،
- دونابوكيني Dunabökény (حالياً ملادينوفو Mladenovo)،
- ساتا Szata (سوتين Sotin، كرواتيا حالياً)،
- فالكو Valkó (فوكوفار Vukovár)،
- بوروفو Borovó،
- إيريغ Borovó،
- إردود Erdőd (حالياً إردوت Erdut) بالقرب من سزافاسزينت ديميتر (Szávaszentdemeter).

وفي يوم 14 أغسطس وصلت طلائع الجيش العثماني، وبسبب التفوق العددي الساحق للقوات، انسحبت القوات الكرواتية والمجرية من المعبر. كما رفضت حامية أوسييك أيضًا المقاومة التي بدت ميؤوسًا منها وانسحب من القلعة بعد أن رأت أن المقاومة لا جدوى منها.وصل السلطان بعد فترة وجيزة، ولكنه لم يجد أي قوات مجرية على الضفة الأخرى من نهر دراڤا.

## الأحداث

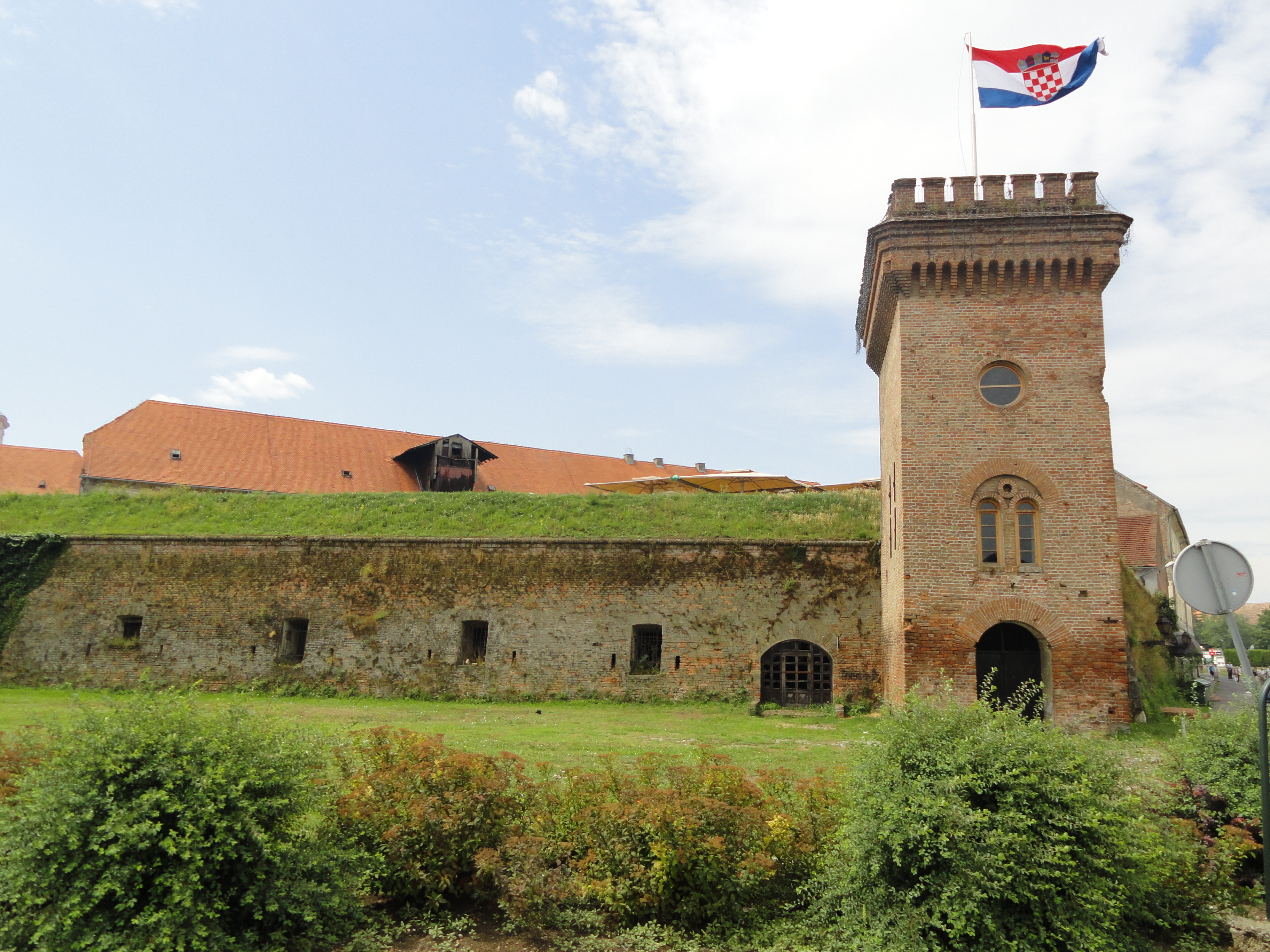
قلعة أوسييك.

في نفس اليوم، عبرت قوات بولس توموري القادمة من السهل العظيم نحو ترانسدانوبيا (Dunántúlra) (الضفة الغربية من نهر الدانوب) متجهةً إلى معبر أوسييك للدفاع عنه. كما انطلقت قوات من منطقة تولنا باتجاه نهر دراڤا. وانطلق جيش الملك أيضًا، لكنه نصب معسكره مجددًا في مدينة باتا مرة أخرى وبقي هناك لمدة ثمانية أيام.
أمر السلطان سليمان ببناء الجسر في 15 أغسطس، وفي هذا الوقت، ظهرت مجموعة استطلاع عثمانية صغيرة تتكون من حوالي عشرين إلى ثلاثين فارساً، لكنها انسحبت بسرعة. في أثناء ذلك، أشرف السلطان سليمان والصدر الأعظم إبراهيم باشا الفرنجي على بناء الجسر من الضفة اليمنى لنهر دراڤا، وفي اليوم التالي عبرت مجموعة من الجنود العثمانيين إلى الضفة الأخرى وتمكّنوا من تثبيت موضع قدمهم وتمركزوا هناك بقوة.
بدأ عبور الجيش العثماني الرئيسي في 17 أغسطس، لكن الجسر لم يكتمل تماماً إلا بعد يومين.
كان بولس توموري يخطط لاحتلال موقع قوي أمام الجسر لمنع القوات العثمانية من العبور، لكنه بعد أن فتح العثمانيون قلعة وارادين، انسحب نحو الشمال الغربي إلى الضفة الأخرى من نهر الدانوب، فطاردته قوات كرد باشا والي بلغراد لبعض الوقت وتمكنت من أسر بعض جنوده.
بعد عبور الجيش العثماني، أمر السلطان سليمان بتدمير الجسر.